# Lila Prap

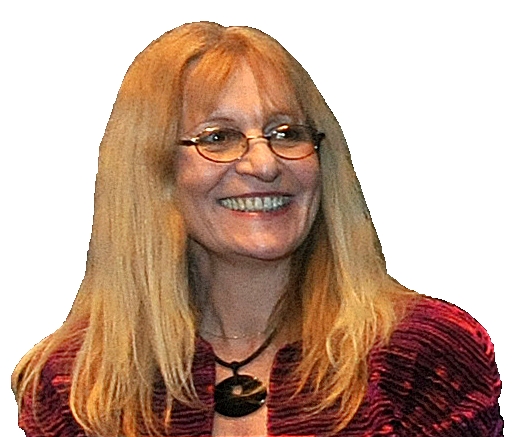
Lila Prap, 2011

Lila Prap (* 28. September 1955 in Celje, Jugoslawien, bürgerlich: Lilijana Praprotnik Zupančič) ist eine slowenische Illustratorin und Autorin von Kinder- und Jugendbüchern.

## Leben und Werk
Nach ihrem Architekturstudium in Ljubljana arbeitete Lilijana Praprotnik zuerst in einem Architekturbüro in Wiesbaden. Bevor sie sich als Lila Prap ganz ihrer künstlerischen Arbeit widmete und sich 1989 als Künstlerin selbstständig machte, war sie unter anderem in der grafischen Abteilung bei Gorenje angestellt. Als Illustratorin entwickelte sie ihre eigene, reduzierte Bildsprache, für die einfache, häufig an geometrische Formen erinnernde Konturen bezeichnend sind. Tiere spielen als Sujet eine große Rolle. Ihre eigenen Bücher, die sie selbst illustriert, sind voller Humor und Wortspiele. Mit ihrer Buchreihe Zakaj? (Warum?) hat sich Lila Prap international einen Namen gemacht. Ihre Werke wurden zahlreiche Fremdsprachen, darunter ins Deutsche, Englische, Französische, Polnische, Slowakische, Norwegische, Ungarische, Bulgarische, Bosnische, Kroatische, Serbische und Italienische übersetzt. In Japan wurden eine Zeichentrickserie und dazugehörige Merchandise-Artikel auf Grundlage ihrer Bücher geschaffen.

## Preise und Auszeichnungen
Prap erhielt zahlreiche Auszeichnungen für ihre Arbeit, darunter den Preis der slowenischen Buchmesse für die beste Buchgestaltung, den Levstik-Preis 2001 und 2005 sowie 2017 für ihr Lebenswerk, 2011 den Preis der Prešerenstiftung sowie mehrere Nominierungen für den Hans-Christian-Andersen-Preis und den Astrid-Lindgren-Gedächtnis-Preis sowie 2005 eine Nominierung für den Deutschen Jugendliteraturpreis.

## Übersetzungen ins Deutsche (Auswahl)
- Drachen?! (Ljubljana, 2019) übersetzt von Sebastian Walcher.
- Kuffe (Frankfurt am Main, 2016) (orig. Kraca) übersetzt von Greta Jenček.
- Meine ersten 365 Tage (Frankfurt am Main, 2015) (orig. Moj prvi album) übersetzt von Greta Jenček.
- Das Hunde-WARUM (Weinheim, 2011) (orig. Pasji zakaji) übersetzt von Ingrid Rösli und Thomas Minssen.
- Mein Papa und Ich! (Zürich, 2007) (orig. Moj očka) übersetzt von Mathias Ospelt.
- Wenn der Mond aufgeht: Einschlafreime für Tierkinder (Zürich, 2007) (orig. Živalske uspavanke) übersetzt von Mathias Ospelt.
- Das tierische Wörterbuch (Gossau, Zürich, 2006) (orig. Mednarodni živalski koledar) übersetzt von Natalija Bela.